# Cơm tấm

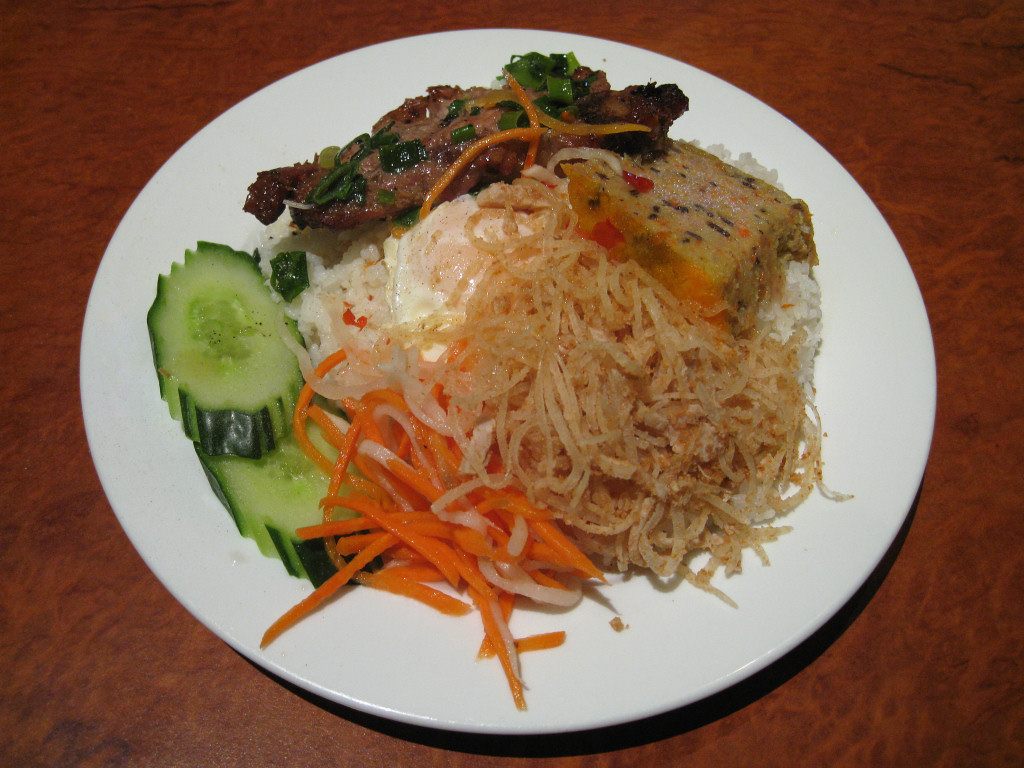
Cơm tấm com carne de porco, pele de porco, ovo frito, picles de cenoura e pepino.

Cơm tấm é uma iguaria típica da culinária do Vietnã. Consiste em arroz cozido, preparado a partir de grãos de arroz partidos. Tấm identifica os grãos partidos e cơm designa o arroz cozido.
Este arroz é normalmente servido com carne de porco grelhada (em costeletas ou lascas) e com um prato vietnamita chamado bì (carne de porco lascada finamente, misturada com pele de porco, também lascada finamente). O arroz e a carne são servidos com diversos vegetais frescos e em picles, acompanhados por bolo de pasta de camarão, trứng hấp (ovo cozido) e camarões grelhados. Este prato combinado é normalmente servido nos restaurantes com uma pequena taça de nước chấm, assim como uma pequena taça de caldo de sopa (canh) ecebolinho chinês (Allium tuberosum), para limpar a garganta.